# تحفة المحتاج

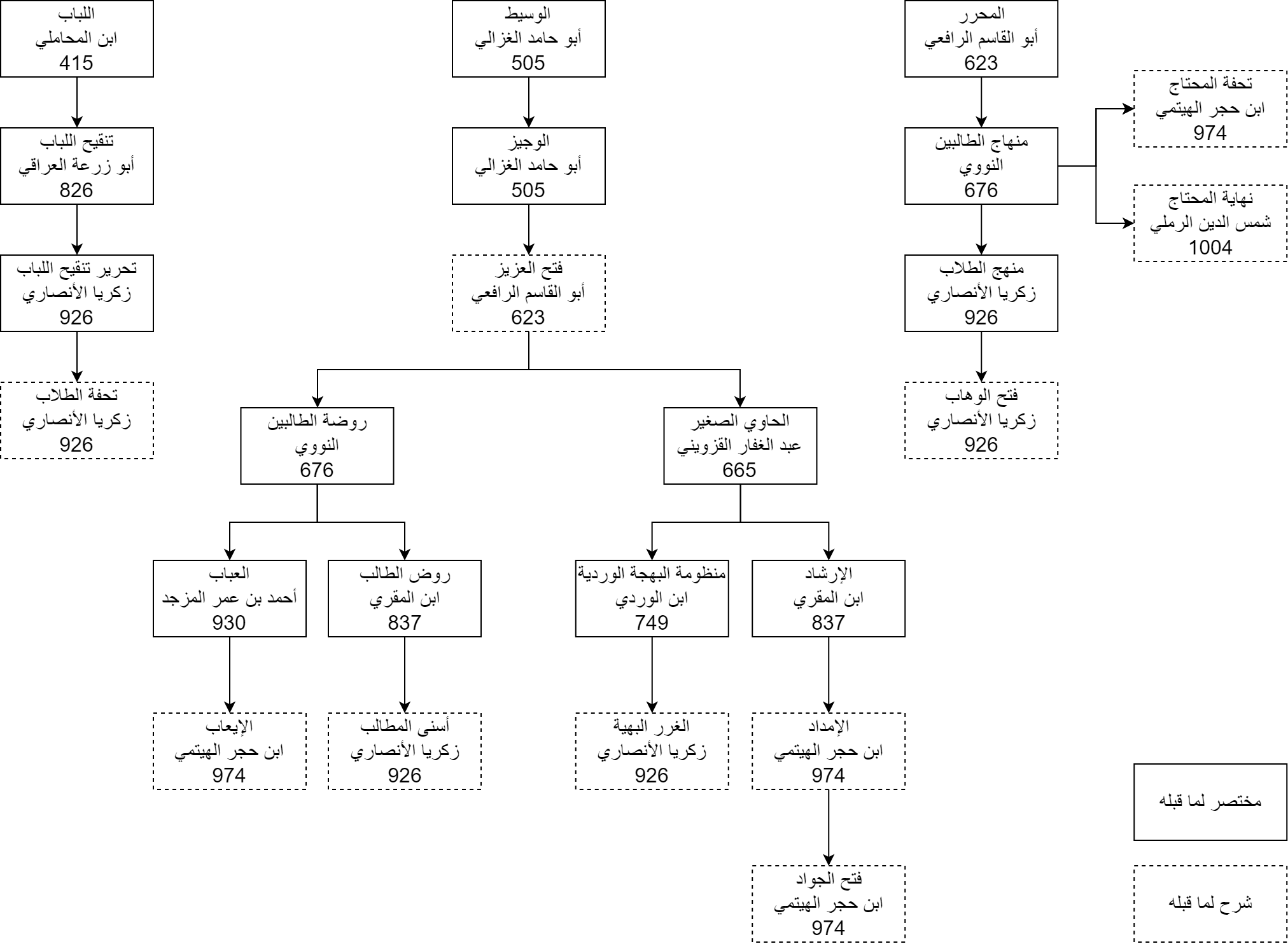
بعض أهم كتب الفقه الشافعي، ويظهر كتاب "تحفة المحتاج" يمين الشجرة.

تحفة المحتاج بشرح المنهاج للإمام الفقيه شهاب الدين أحمد بن محمد بن علي بن حجر الهيتمي الشافعي (909-974هـ)، أحد أهم شروح كتاب منهاج الطالبين للنووي (ت 676هـ) إلى جانب كتاب نهاية المحتاج للشمس الرملي (ت 1004هـ)، ويعد من أمهات كتب الفقه في المذهب الشافعي، وعليه المعتمد في الإفتاء في كثير من البلاد الإسلامية، يقول الشيخ علوي بن أحمد السقاف الشافعي في كتابه «مختصر الفوائد المكية»:
«وذهب علماء حضرموت، والشام، والأكراد، وداغستان، وأكثر اليمن، والحجاز: إلى أن المعتمد ما قاله الشيخ ابن حجر في كتبه، بل في «تحفته»؛ لما فيها من إحاطة نصوص الإمام، مع مزيد تتبع المؤلف فيها، ولقراءة المحققين لها عليه، الذين لا يُحصون كثرة».
ولأهمية هذا الكتاب، اعتنى الشافعية به عناية كبيرة، فوضعوا الحواشي والشروح عليه، ومن أهمها:
- حاشية ابن قاسم العبادي (ت 944هـ).
- حاشية الشرواني (ت 1301هـ).